# Hiëronymusklooster
Het Hiëronymusklooster is een historisch klooster van de Reguliere Augustijnen van de Congregatie van Windesheim in het toenmalige Opper-Gelderse Roermond. De plek waar het historische klooster ongeveer gelegen was is waar later het Jezuïetenklooster (Roermond) te vinden was. Het Hiëronymusklooster werd gebouwd in 1437. Tussen 1569 en 1610 was het bisschoppelijk paleis van Roermond hier gevestigd. Bij de instelling van het Bisdom Roermond, door de pauselijke bul Super Universas, was dit kloostercomplex de dotatie voor het bekostiging van het bisdom.